# Orbita uranosincrona

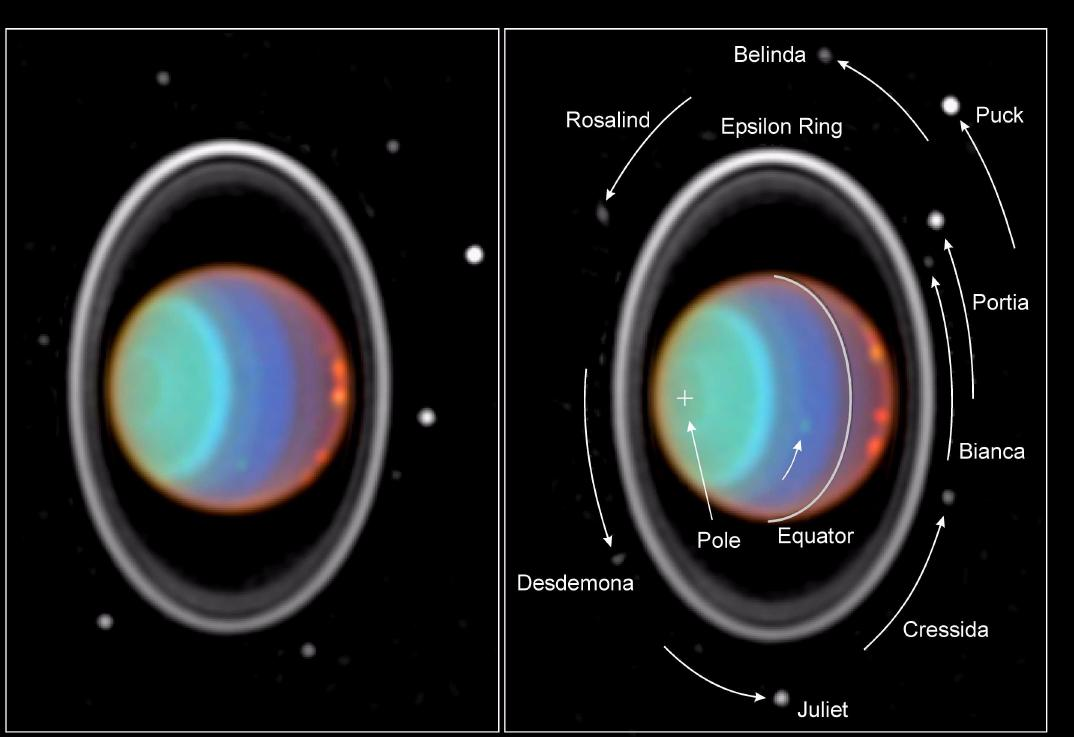
Schema delle orbite di alcuni satelliti di Urano.

Si dice orbita uranosincrona una qualsiasi orbita sincrona attorno ad Urano, potenzialmente utilizzabile da satelliti naturali o artificiali del pianeta. I satelliti in orbita uranosincrona sono caratterizzati da un periodo orbitale pari al giorno siderale uraniano; è importante osservare che questi satelliti non mantengono sempre necessariamente la medesima posizione nel cielo di Urano.
Un'orbita uranosincrona che sia equatoriale (complanare all'equatore del pianeta), circolare e prograda (ovvero che ruoti nella stessa direzione dell'atmosfera di Urano) è detta uranostazionaria; i satelliti in orbita uranostazionaria, analogamente a quelli in orbita geostazionaria, mantengono sempre la stessa posizione relativa rispetto alla superficie planetaria.
Attualmente Cordelia, Ofelia, Bianca, Cressida, Desdemona, Giulietta, Porzia, Rosalind, Cupido, Belinda e Perdita, gli undici satelliti naturali più interni di Urano, si trovano al di sotto del raggio dell'orbita uranosincrona; le forze di marea indotte dal pianeta stanno dunque provocando un graduale decadimento delle loro orbite, che li porterà a precipitare nell'atmosfera di Urano o a disintegrarsi.

## Parametri orbitali
Il raggio dell'orbita uranosincrona è dato dalla formula
{\displaystyle r_{uranos.}={\sqrt[{3}]{\frac {GMT_{rotaz}^{2}}{4\pi ^{2}}}}=82\,675\,km.}
La velocità orbitale di un satellite in una simile orbita sarebbe dunque pari a
{\displaystyle v_{orb}={\frac {2\pi r_{orb}}{T_{rotaz}}}=8,370\,km/s.}
Una siffatta orbita è effettivamente possibile; si trova infatti all'interno della sfera d'influenza gravitazionale uraniana, data dal raggio di Hill secondo la formula
{\displaystyle r_{Hill}=a{\sqrt[{3}]{\frac {m_{U}}{3M_{S}}}}=70\,091\,109\,km.}